# Leipziger Straße 27 (Magdeburg)

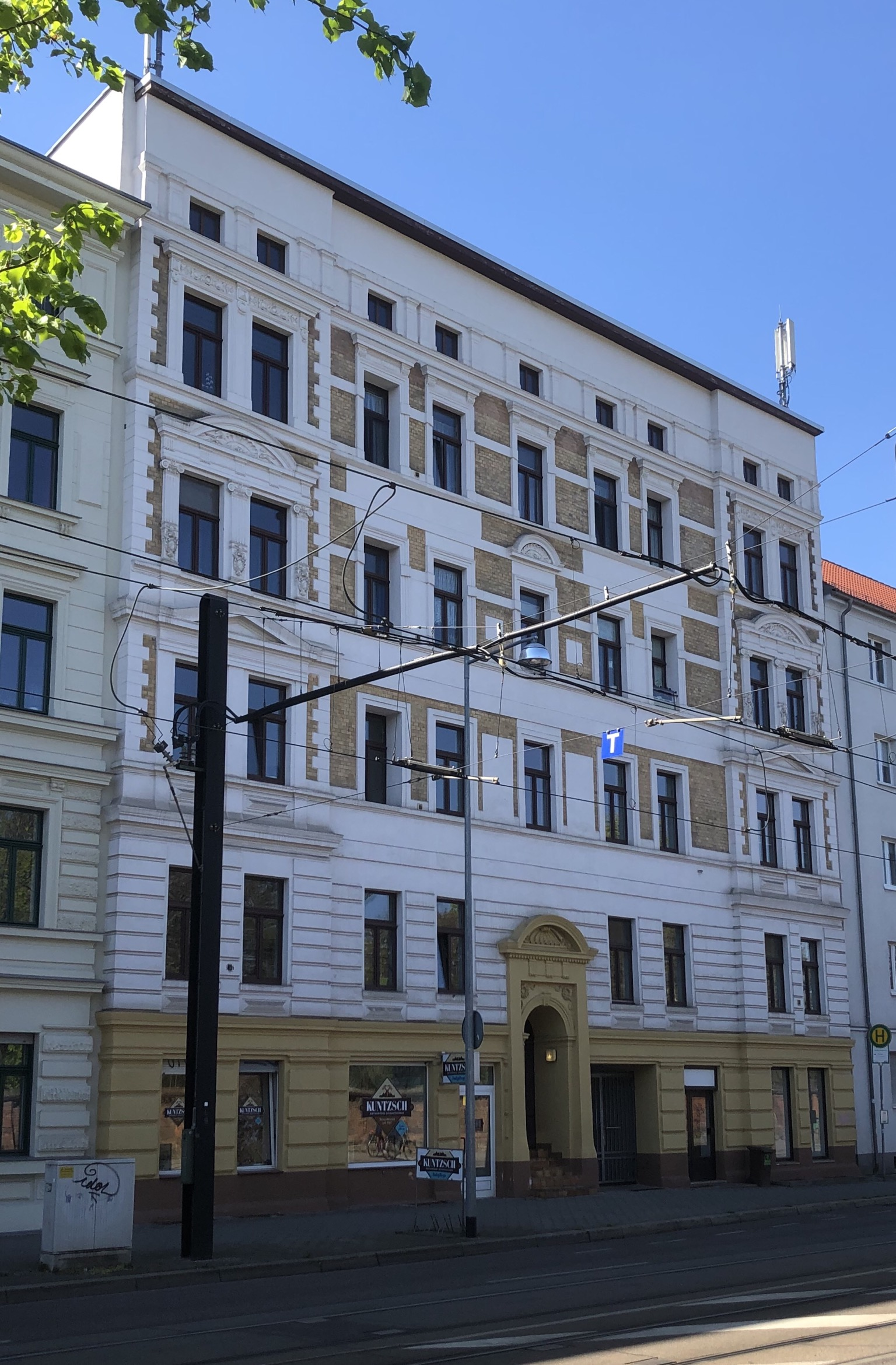
Leipziger Straße 27 in Magdeburg; Blick von Osten, 2020

Das Gebäude Leipziger Straße 27 ist ein denkmalgeschütztes Wohn- und Geschäftshaus in Magdeburg in Sachsen-Anhalt.

## Lage
Es befindet sich auf der Westseite der Leipziger Straße im Magdeburger Stadtteil Leipziger Straße und bildet den nördlichen Abschluss einer gründerzeitlichen Häuserzeile. Südlich grenzt das gleichfalls denkmalgeschützte Haus Leipziger Straße 28 an.

## Architektur und Geschichte
Der fünfeinhalbgeschossige Bau wurde im Jahr 1888 von Friedrich Werner errichtet, der auch Eigentümer des Hauses wurde. Die neunachsige Fassade des verputzten Ziegelbaus ist im Stil der Neorenaissance gestaltet. Am Erdgeschoss und am ersten Obergeschoss sind Putzbandrustika eingesetzt. Auf der linken und rechten Seite der Fassade befindet sich jeweils ein zweiachsiger Risalit. Der repräsentativ gestaltete Hauseingang ist mittig angeordnet. Das Gebäude verfügt über ein Mezzanin, wobei dieser Bereich in späterer Zeit verändert wurde. Zum Gebäude gehören zwei kurze Seitenflügel.
Im örtlichen Denkmalverzeichnis ist das Wohnhaus unter der Erfassungsnummer 094 17978 als Baudenkmal verzeichnet.
Das Gebäude gilt im Rahmen des gründerzeitlichen Straßenzugs als städtebaulich bedeutsam.